# Le Retour de Jafar
Série
Aladdin
(1992) Aladdin et le Roi des voleurs
(1996)
Pour plus de détails, voir Fiche technique et Distribution.
Le Retour de Jafar (The Return of Jafar) est le 42e long-métrage d'animation des studios Disney.
Suite d’Aladdin (1992), c'est le premier long-métrage sorti directement en vidéo par la filiale Walt Disney Television Animation en 1994. Il n'est de ce fait pas considéré comme un « Grand Classique » et sert de pilote à la série télévisée Aladdin. Il sera suivi en 1996 d'Aladdin et le Roi des voleurs, également sorti en vidéo, qui conclura la série.

## Synopsis
Un an a passé depuis les événements du premier film. Aladdin et Abu se sont installés au palais avec la princesse Jasmine et son père le sultan. Toujours en quête d'aventure, Aladdin interrompt le vol d'un groupe criminel dirigé par Abis Mal, prenant alors leur butin et le remettant au peuple d'Agrabah. Pendant ce temps, dans le désert, Iago s'échappe de la lampe de Jafar et, épuisé du comportement de son maître, refuse de le libérer. Il jette alors la lampe dans un puits et retourne à Agrabah, espérant pouvoir se rapprocher d'Aladdin et retourner au palais. Pendant une confrontation entre Iago, Aladdin et Abu, les trois personnages sont attaqués par Abis Mal et ses hommes, et Iago sauve accidentellement la vie d'Aladdin. En gage de sa gratitude, Aladdin permet à Iago de rester au palais, promettant de parler au sultan afin qu'il accepte.
Abis Mal, en puisant de l'eau dans un puits, trouve accidentellement la lampe de Jafar et le libère. Devant un maître aussi incompétent que stupide, Jafar manipule Abis Mal afin qu'il gâche ses deux premiers vœux pour l'aider à prendre sa revanche sur Aladdin, lui promettant un troisième vœu spécial. Abis Mal accepte, voulant lui aussi prendre sa revanche sur Aladdin. De retour au palais, le Génie est de retour après avoir voyagé dans le monde entier, mais ayant grandement ressenti le manque de ses amis. Au banquet ce soir-là, le sultan annonce qu'il veut faire d'Aladdin son nouveau vizir. Iago apparaît ensuite, chassé par Abu et Rajah. Aladdin essaie alors de convaincre le sultan de lui pardonner, mais Jasmine a le cœur brisé en voyant qu'Aladdin lui a caché cela. Le Génie et Iago les aident à se réconcilier, et Jasmine décide de donner une chance à Iago. Le sultan, cependant, est encore suspicieux envers Aladdin, mais accepte de pardonner Iago pendant un moment, à la condition qu'Aladdin garde un œil sur lui.
Avec l'aide d'Abis Mal, Jafar s'infiltre dans le palais et fait face à Iago, le forçant à prendre sa revanche sur Aladdin. À contrecœur, Iago accepte et organise un voyage pour Aladdin et le sultan, près d'une cascade. Jafar parvient alors à capturer le Génie, Abu puis le sultan, et annonce ensuite à Aladdin, sous l'apparence de Jasmine, qu'elle le tient responsable pour le soi-disant meurtre de son père et qu'il est condamné à l'exécution. Iago change alors de camp et libère le Génie, ce qui lui permet de sauver Aladdin à temps. Cependant, Agrabah est maintenant sous l'emprise de Jafar. Convaincu que ce dernier est trop dangereux pour rester en vie, Aladdin se donne pour mission de détruire la lampe, seul moyen de tuer Jafar. Iago décide de partir, mais reste perplexe quand les autres personnages ne lui demandent rien ou ne le remercient pas de les avoir sauvés.
Aladdin et le groupe font face à Jafar dans la salle du trésor juste avant qu'Abis Mal n'utilise son souhait pour le libérer. Jafar neutralise alors le Génie, déchire le Tapis, ouvre les jardins du palais en deux et crée un ravin de lave où Aladdin est voué à la mort, sur un rocher qui coule. Après avoir mûrement réfléchi, Iago revient à Agrabah et s'empare de la lampe de Jafar. Gravement blessé par son ancien acolyte, il lui reste cependant assez de force pour faire tomber la lampe dans la lave, ce qui la fait fondre. Alors que Jafar se meurt, Aladdin parvient à sauver Iago puis à s'extraire du ravin de lave, qui se referme. Tout redevient alors à la normale : les jardins du palais sont restaurés et le Tapis se recompose. Maintenant que Jafar a disparu, Iago est accepté au palais. Aladdin refuse de devenir vizir, choisissant plutôt de visiter le monde avec Jasmine, au désespoir de Iago.
Une scène post-générique révèle qu'Abis Mal a survécu, coincé dans un arbre, réalisant que son troisième vœu ne sera jamais exaucé.

## Fiche technique
- Titre original : The Return of Jafar
- Titre français : Le Retour de Jafar
- Titre québécois : Le Retour de Jafar
- Réalisation : Toby Shelton, Tad Stones et Alan Zaslove
- Script : Kevin Campbell, Duane Capizzi, Mirith J. Colao, Douglas Langdale, Mark McCorkle, Bill Motz, Steve Roberts, Dev Ross, Bob Roth, Robert Schooley, Tad Stones, Jan Strnad et Brian Swenlin
- Production : Walt Disney Television Animation
- Distribution : Buena Vista Home Video
- Format : Couleurs - 1,33:1 - Dolby Stéréo
- Durée : 69 minutes
- Dates de sortie :
  - États-Unis : 20 mai 1994
  - Québec : 22 mai 1994
  - France : 4 mai 1995

## Distribution

### Voix originales
- Jonathan Freeman : Jafar
- Gilbert Gottfried : Iago le perroquet
- Jason Alexander : Mal, le chef des voleurs
- Scott Weinger : Aladdin
- Linda Larkin : Princesse Jasmine
- Jim Cummings : Razoul
- Frank Welker : Abu le singe
- Dan Castellaneta : Génie
- Val Bettin : Le sultan d'Agrabah
- Brad Kane : Aladdin (chansons)
- Liz Callaway : Princesse Jasmine (chansons)
- Jeff Bennett : Voleur
- Brian Hannan : Voleur / Soliste "Nuits d'Arabie"
- B.J. Ward : Mère des rues

### Voix françaises
- Paolo Domingo : Aladdin
- Magali Barney : Jasmine
- Karine Costa : Jasmine (voix chantée)
- Richard Darbois : Génie
- Féodor Atkine : Jafar
- Philippe Videcoq : Iago
- Teddy Bilis : Sultan
- Frank Welker : Abu
- Jean-Loup Horwitz : Abis Mal
- Bernard Alane : Soliste "Nuits d'Arabie"

## Chansons du film
- Nuits d'Arabie (Arabian Nights) - Soliste
- Je prends soin de ma vie (I'm Looking Out for Me) - Iago
- Un Ami (Nothing Like a Friend) - Le Génie, Jasmine et Aladdin
- Oublie l'amour (Forget About Love) - Iago, Jasmine et Aladdin
- Tu n'es qu'un amateur (You're Only Second Rate) - Jafar

## Distinctions
- 1994 - Nomination aux Annie Awards pour le Meilleur dessin animé sorti en vidéo

## Sorties vidéos
- 4 mai 1995 - VHS et Laserdisc avec format 4/3 respecté
- 6 octobre 2004 - Coffret 4 DVD avec format 4/3 (Avec Aladdin et Aladdin et le Roi des Voleurs)
- 26 novembre 2004 - VHS et DVD avec format 4/3

## Le saviez-vous?
- Le Retour de Jafar marque la première tentative des studios Disney dans l'exploitation de suites à ses "Grands Classiques" directement en vidéo. Essai réussi, puisque la vidéo fut la plus vendue aux États-Unis en 1994 (10 millions de ventes de sa sortie à 1997) et l'une des mieux vendues durant les premières semaines après sa sortie. L'explosion des ventes combinées au faible coût de production rapporta un gros bénéfice[1] et inaugura la réalisation de nombreuses suites : La Petite Sirène 2 : Retour à l'océan, Mulan 2 : La Mission de l'Empereur, etc.
- Certaines des voix originales du premier film ont été remplacées, à commencer par Robin Williams dans le rôle du Génie, alors en froid avec les studios. Autres changements : Douglas Seale dans le rôle du Sultan et Lea Salonga pour la voix chantée de Jasmine. Aussi, on note que la version de la chanson "Nuits d'Arabie" utilisée ici (et reprise pour le générique de la série télévisée) est chantée par Brian Hannan au lieu de Bruce Adler dans le premier film ainsi que le troisième, ce qui ne permet pas de déterminer si c'est techniquement bien le personnage du Colporteur que l'on entend sur cette reprise, bien que dans la version française ce soit bien Bernard Alane comme à chaque fois. Toujours du côté du doublage français, Éric Métayer est exceptionnellement remplacé par Philippe Videcoq sur le rôle de Iago (comme dans quelques épisodes de la série télévisée). Notons aussi que ce film n'a pas eu droit à un doublage québécois contrairement aux deux autres.
- Le Retour de Jafar fait plusieurs fois preuve d'incohérence :
  - Aladdin garde habituellement son ancien habit de mendiant, alors qu'il devrait plus logiquement tout le temps porter son costume de prince ;
  - Le Génie a toujours les bracelets qui symbolisaient son emprisonnement vis-à-vis de la lampe, alors qu'il en a été libéré à la fin d'Aladdin. Cette erreur apparaît également dans Aladdin et le Roi des voleurs, dans la série d'animation, mais pas dans les comics inspirés du film original.
- Après le film, le bandit Abis Mal est devenu un personnage récurrent dans la série Aladdin.
- Le Retour de Jafar introduit la série télévisée, celle-ci se conclura par Aladdin et le Roi des voleurs.
- Il fut le premier programme diffusé sur Disney Channel (France) le 22 mars 1997 à 18h10.
- On peut remarquer une référence à Rambo quand le Génie est contre Jafar quand celui-ci dit "C'est ce qu'on va voir !" en imitant la voix de Stallone.
- Le film fait référence à Pinocchio dans la scène quand le génie se change en Jiminy Cricket devant Iago.

## Titre en différentes langues
- Allemand : Dschafars Rückkehr
- Anglais : The Return of Jafar
- Arabe : عودة جعفر  (aaoudat jaafar)
- Espagnol : El Retorno de Jafar
- Espéranto : La Reiro de Ĵafaro
- Finnois : Jafarin paluu
- Français : Le Retour de Jafar
- Hébreu : שובו של ג'אפר (Shuvo shél Jafar)
- Italien : Il Ritorno di Jafar
- Japonais : アラジン ジャファーの逆襲 (Arajin Jafā no Gyakushū : « Aladdin : La Contre-attaque de Jafar »)
- Néerlandais : De Wraak van Jafar
- Norvégien : Jafar vender tilbake
- Portugais : O Regresso de Jafar
- Russe : Возвращение Джафара (Vozvrachtchenie Djafara)
- Suédois : Jafars återkomst